# Mahi Binebine
 (février 2025).
 (février 2025).
 (février 2016).
Si vous disposez d'ouvrages ou d'articles de référence ou si vous connaissez des sites web de qualité traitant du thème abordé ici, merci de compléter l'article en donnant les références utiles à sa vérifiabilité et en les liant à la section « Notes et références ».
Mahi Binebine (ماحي بينبين), né en 1959 à Marrakech, est un peintre marocain, également sculpteur et écrivain, dont les romans sont traduits dans une dizaine de langues.

## Biographie
Mahi Binebine est né en 1959 à Marrakech, il est le benjamin d’un fratrie de cinq enfants, dont deux sœurs jumelles. De son enfance, il se souvient de l’énergie revitalisante de la « Ronde des conteurs » où il s'arrêtait sur le chemin de l’école. De 1971 à 1991, son frère Aziz est incarcéré au bagne de Tazmamart.
Des figures familiales apparaissent dans ses romans, notamment dans Les Funérailles du lait (1994) : sa mère Mamya, son frère Aziz, sa grand-mère. La famille était monoparentale, la mère travaillait comme secrétaire au ministère des Finances jusqu’à devenir directrice d’un service, cependant la famille était « pauvre ». Le frère Aziz devient l’officier Abel, « l’Absent » dans Le Fou du roi (2017). Trois femmes proches, décédées, réapparaissent dans La nuit nous emportera (2025) : la mère, la servante noire Johara, et la grand-mère qui dirigeait une grande ferme proche d’el Kelaâ.
Il s'installe à Paris en 1980 pour y poursuivre ses études de mathématiques. Il enseignera cette discipline durant huit ans.
Il se consacre ensuite à l'écriture et à la peinture. Il habite à New York de 1994 à 1999, ses peintures font partie de la collection permanente du musée Solomon-R.-Guggenheim de cette ville. Il revient s'installer définitivement à Marrakech en 2002 et partage son temps entre la France, le Maroc et les États-Unis.
À la suite des attentats de Casablanca du 16 mai 2003, Nabil Ayouch et Mahi Binebine créent la « Fondation culturelle Ali Zaoua », visant l’insertion psychosociale et économique des jeunes marocains issus de milieux défavorisés grâce à la pratique artistique et culturelle. Le premier centre culturel de proximité « Les Étoiles » est inauguré en 2014 à Sidi Moumen, un arrondissement de Casablanca. En 2025, le Maroc compte huit centres éducatifs de ce type.
En 2022, il est l’un des créateurs du Festival du livre africain de Marrakech, avec Younès Ajarraï, Fatimata Wane et Hanane Essaydi.
Mahi Binebine a trois filles : Mina, Sarah et Dounia.

## Carrière artistique
Cannibales (paru en 1999), Pollens (2001, prix de l'amitié franco-arabe) et Terre d'ombre brûlée (2004) ont été traduits en plusieurs langues.
Le roman Les Étoiles de Sidi Moumen publié en 2010 raconte l'histoire de jeunes hommes d'un bidonville situé à Sidi Moumen, cette fiction est inspirée des attentats de 2003, elle montre le chemin parcouru par des jeunes vers le terrorisme. Le film Les Chevaux de Dieu de Nabil Ayouch (2012) est basé sur le roman de Bibebine.
Il expose en 2014 au musée de la Palmeraie à Marrakech.
Il expose en 2020-2021 à la galerie Comptoir des mines à Marrakech. Sous le titre « Horizons obliques », les visiteurs sont invités à méditer sur la situation mondiale post Covid-19, sur la coexistence et la solidarité.
En 2024, il est initialement choisi comme commissaire d'exposition en charge de la préparation du premier pavillon marocain à la Biennale de Venise, puis remplacé.
Mahi Binebine offre en 2024 au musée de Gorée une peinture géante intitulée Dans le même bateau. En 2025, il commente : « J’aurais pu la nommer Dans la même galère ».

## Prix et reconnaissances
Le  premier roman de Mahi Binebine, Le Sommeil de l'esclave (Stock, 1992), a obtenu le prix Méditerranée.
En 2001, le roman Polens reçoit le prix de l'amitié franco-arabe.
En 2010, il reçoit pour Les Étoiles de Sidi Moumen le premier prix de La Mamounia (en) (qui a existé de 2010 à 2015) et le prix du roman arabe.
En novembre 2011, il est lauréat du Trophée de la Diplomatie publique remis à Rabat (secteur culture), pour sa contribution au rayonnement du Maroc à l'étranger.
Son livre Rue du Pardon paru en 2019 est sélectionné par le jury du prix Renaudot.

## Publications
- Mahi Binebine, Le Sommeil de l'esclave, Paris, Stock, 1992, 129 p. (ISBN 9782234024885)
- Mahi Binebine, Les Funérailles de lait, Paris, Stock, 1994, 140 p. (ISBN 9782234042858)
- Mahi Binebine, L'Ombre du poète, Paris, Stock, 1996, 238 p. (ISBN 9782234046689)
- Mahi Binebine, Cannibales, Fayard, 1999, 224 p. (ISBN 9782213604442)
  - (de) Mahi Binebine et Patricia A. Hladschik (traductrice), Willkommen im Paradies : Roman aus Marokko [« Cannibales »], Bâle, Lenos (de), 2017, 216 p. (ISBN 978-3-85787-481-9)
- Mahi Binebine, Pollens, Fayard, 2001, 224 p. (ISBN 9782213609966)
  - Mahi Binebine, Pollens, Casablanca, Le Fennec, 2017, 166 p. (ISBN 9789954168196)
- Abdellatif Laâbi et Mahi Binebine (illustrateur), L'Écriture au tournant, Al Manar, coll. « Approches et rencontres », 2002 (ISBN 9782913896093)
- Mahi Binebine, Terre d'ombre brulée, Fayard, 2004, 240 p. (ISBN 9782213617626)
- Mahi Binebine, Le Griot de Marrakech, éd. de l'Aube, coll. « Regards croisés », 2005 (ISBN 9782752602121)
- Mahi Binebine, Les Étoiles de Sidi Moumen, Flammarion, 2010, 153 p. (ISBN 9782081236363)
  - Mahi Binebine, Les Étoiles de Sidi Moumen, Casablanca, Le Fennec, 2023, 172 p. (ISBN 9789954167168)
- Mahi Binebine, Le Seigneur vous le rendra, Fayard, 2013, 208 p. (ISBN 9782213670843)
  - Mahi Binebine, Le Seigneur vous le rendra, Le Fennec, 2013, 184 p. (ISBN 9789954167533)
- Mahi Binebine, Le fou du roi, Paris, Stock, 2017, 176 p. (ISBN 9782234082656)[14]
  - Mahi Binebine, Le fou du roi, Casablanca, Le Fennec, 2017, 167 p. (ISBN 9789954168134)
- Mahi Binebine, Rue du Pardon, Paris, Stock, 2019, 160 p. (ISBN 9782234087590) – Prix Méditerranée[15]
  - Mahi Binebine, Rue du Pardon, Casablanca, Le Fennec, 2019, 122 p. (ISBN 9789920755115)
- Mahi Binebine, Mon frère fantôme, Paris, Stock, 2022, 234 p. (ISBN 2234092213)
  - Mahi Binebine, Mon frère fantôme, Casablanca, Le Fennec, 2022, 232 p. (ISBN 9789920755542)
- Mahi Binebine, La nuit nous emportera, Robert Laffont, 2025, 192 p. (ISBN 9782221267035)[1]
  - Mahi Binebine, La nuit nous emportera, Le Fennec, 2025, 184 p. (ISBN 9789920482042)

### Document audiovisuel
- (en) « Forré Fine Art Gallery presents Mahi Binebine », sur Vimeo, DanPerezFilms, 2015, 10 min 8 s